# Райнер Штробах
Райнер Штробах  (нім. Rainer Strohbach, 17 квітня 1958) — німецький плавець, олімпійський медаліст.

## Виступи на Олімпіадах
| Олімпіада     | Дисципліна                             | Місце     |
| ------------- | -------------------------------------- | --------- |
| Монреаль 1976 | плавання на 200 метрів вільним стилем  | 3 h6 r1/2 |
| Монреаль 1976 | плавання на 400 метрів вільним стилем  | 3 h1 r1/2 |
| Монреаль 1976 | естафета 4 × 200 вільним стилем        | 5         |
| Москва 1980   | плавання на 400 метрів вільним стилем  | 3 h5 r1/2 |
| Москва 1980   | плавання на 1500 метрів вільним стилем | 4         |
| Москва 1980   | естафета 4 × 200 вільним стилем        | 2         |